# جنبش آهسته (فرهنگ)

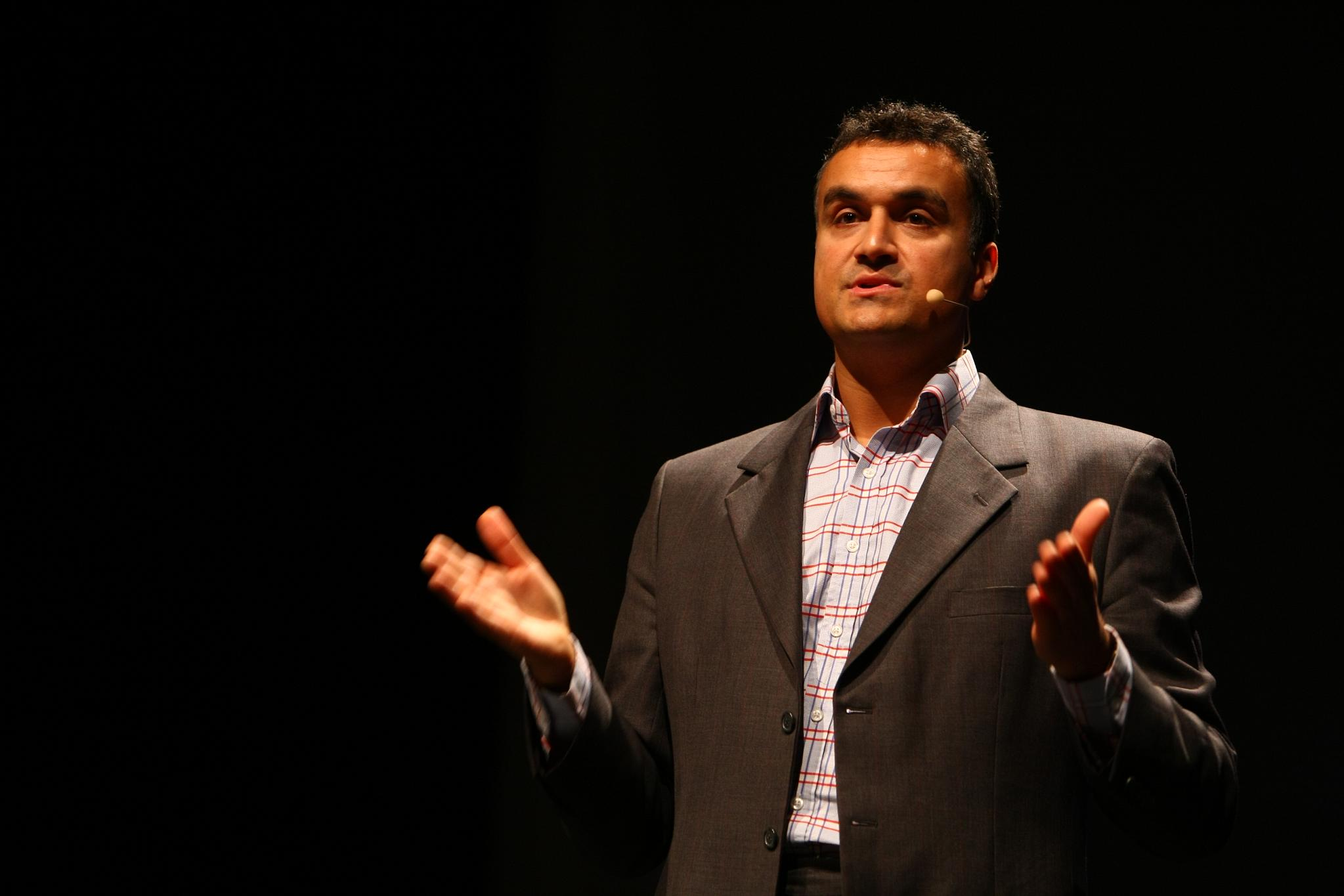
کارل هونوره

جنبش آهسته (به انگلیسی: Slow movement) از تغییر فرهنگ به سوی کم کردن سرعت زندگی حمایت می‌کند. این کار با اعتراض کارلو پترینی به افتتاح رستوران مک دونالد در پیزا دو اسپانگای رم در سال ۱۹۸۶ آغاز شد که باعث ایجاد جنبش غذای آهسته شد. با گذشت زمان، این امر به یک خرده فرهنگ در مناطق دیگر تبدیل شد.

گیر برتلسن و خلق او از سوی مؤسسهٔ جهانی کندی کتاب کارل هونره در سال ۲۰۰۴، در ستایش آهسته، ابتدا چگونگی کاربرد فلسفه آهسته را در هر زمینه از تلاشهای بشر بررسی کرد و عبارت «جنبش آهسته» را ابداع کرد.اونوره جنبش آهسته را چنین توصیف می‌کند:
"این یک انقلاب فرهنگی در برابر این تصور است که سریع تر همیشه بهتر است. فلسفه آهسته این نیست که همه کارها را با سرعت حلزون انجام دهیم. بلکه این در مورد تلاش برای انجام همه کارها با سرعت مناسب است. لذت بردن از ساعت‌ها و دقیقه‌ها به جای اینکه فقط آنها را حساب کنید. انجام همه کارها به بهترین وجه ممکن، به جای کمترین زمان ممکن. این در مورد برتری کیفیت بر کمیت در همه چیز است، از کار تا غذا تا پرورش فرزند. " - از اونوره 
گوتورم فلیستاد فلسفهٔ آن را بدین صورت خلاصه می‌کند و می‌گوید:
"تنها چیزی که مسلم است این است که همه چیز تغییر می‌کند. سرعت تغییر افزایش می‌یابد. اگر می‌خواهید آویزان شوید سرعت خود را بیشتر کنید. این پیام امروز است. با این حال یادآوری این موضوع می‌تواند مفید باشد که نیازهای اساسی ما هرگز تغییر نمی‌کنند. نیاز به دیده شدن و قدردانی! این همان نیاز آدم‌ها به تعلق داشتن است. نیاز به نزدیکی و مراقبت و کمی عشق! این تنها از طریق کندی در روابط انسانی به دست می‌آید. برای تسلط بر تغییرات، باید کندی، تأمل و صمیمیت را بازیابی کنیم. در آنجا ما تجدد واقعی را خواهیم یافت. " 
جنبش آهسته توسط یک سازمان کنترل نمی‌شود. ویژگی اساسی حرکت آهسته این است که توسط افرادی که جامعه جهانی آهسته در حال گسترش را تشکیل می‌دهند، حرکت می‌کند و حرکت آن ادامه می‌یابد. محبوبیت آن از زمان ظهور غذای آهسته و سیتا اسلو در اروپا به میزان قابل توجهی افزایش یافته‌است، بطوریکه این جنبش تا استرالیا و ژاپن گسترش یافته‌است.
جنبش آهستگی در ایران

در ایران به واسطه ارتباط با کارل هونره و ترجمه کتاب در تقدیر از آهستگی این جنبش راه افتاده است.  هنوز جمعیت منسجمی که آهستگی را الگوی خود قرار داده باشند شکل نگرفته است و اساسنامه آن در حال تدوین است. 